# Каясан (село)
Каясан — село в Щучанском районе Курганской области России. Административный центр Каясанского сельсовета.

## Общая физико-географическая характеристика
Географическое положение
По автомобильным дорогам расстояние до областного центра города Курган составляет 210 км, до районного центра города Щучье — 38 км. Абсолютная высота 174 метра над уровнем моря. К югу от села находится одноимённое озеро Каясан.

## История
До 1917 года входило в состав Миасской волости Челябинского уезда Оренбургской губернии. По данным на 1926 год железнодорожная станция Каясан состояла из 39 хозяйств. В административном отношении входила в состав Притчинского сельсовета Миасского района Челябинского округа Уральской области.

## Население
| 1989 | 2002  | 2010  |
| ---- | ----- | ----- |
| 1408 | ↘1132 | ↘1086 |

По данным переписи 1926 года на железнодорожной станции проживало 138 человек (63 мужчины и 75 женщин), в том числе: русские составляли 100 % населения.
Национальный состав
Согласно результатам переписи 2002 года, в национальной структуре населения русские составляли 82 % из 1132 человек.Проживают также башкиры.